# オオバナノエンレイソウ
オオバナノエンレイソウ（大花延齢草、Trillium camschatcense）は、シュロソウ科エンレイソウ属の多年草。

## 特徴
北海道、本州北部に分布し北海道では各地に群生が見られる。草丈は30-70cm程度に生育する。葉は菱形状広卵形で茎頂に3個を輪生する。5-6月に茎頂に直径5-7cmの白い大きな3枚の花弁を付け、花の中央に子房があり、6本の雄蕊が取り囲む。
エンレイソウ属につけられた学名の Trillium は「3のユリ」を意味し、開花個体が3枚の花弁、萼片、葉を持つことに由来する。ミヤマエンレイソウ（シロバナエンレイソウ）も白い花弁をつけるが、本種の方が大きくミヤマエンレイソウが横向きに咲くのに対しやや上向きに咲く。オオバナノエンレイソウでは、花弁はより丸みを帯び、先端もあまり尖らない。エンレイソウの仲間はすべて開花までに10-15年を要する。その後、最低でも10年間ほぼ毎年花を咲かせるといわれていることから推測し、 1個の種子が芽吹いてから枯死するまでの寿命は20-50年であろうと考えられている。
北海道には9種のエンレイソウ属植物が自生しており、本種のほか花弁を持たないエンレイソウ、前出のミヤマエンレイソウ、現存するエンレイソウ属植物同士の雑種であるシラオイエンレイソウ（三倍体）、カワユエンレイソウ、トカチエンレイソウ、ヒダカエンレイソウがある。また染色体の解析から、三倍体シラオイエンレイソウが染色体倍加したシラオイエンレイソウ（六倍体）、古エンレイソウ属植物の雑種に由来すると考えられるコジマエンレイソウが知られる。
北海道大学敷地内にも5月下旬頃に北キャンパスの原生林に多くの群落を見ることができる。北海道大学では、オオバナノエンレイソウを校章に採用している。

## 分布と生育環境
北海道、本州(北部)に分布。低地から亜高山帯の湿地、平地の草原、明るい森林内などにしばしば群生する。

## 近縁種
- エンレイソウ（延齢草）Trillium smallii
- ミヤマエンレイソウ（深山延齢草）Trillium tschonoskii